# Vertretung des Freistaates Thüringen beim Bund

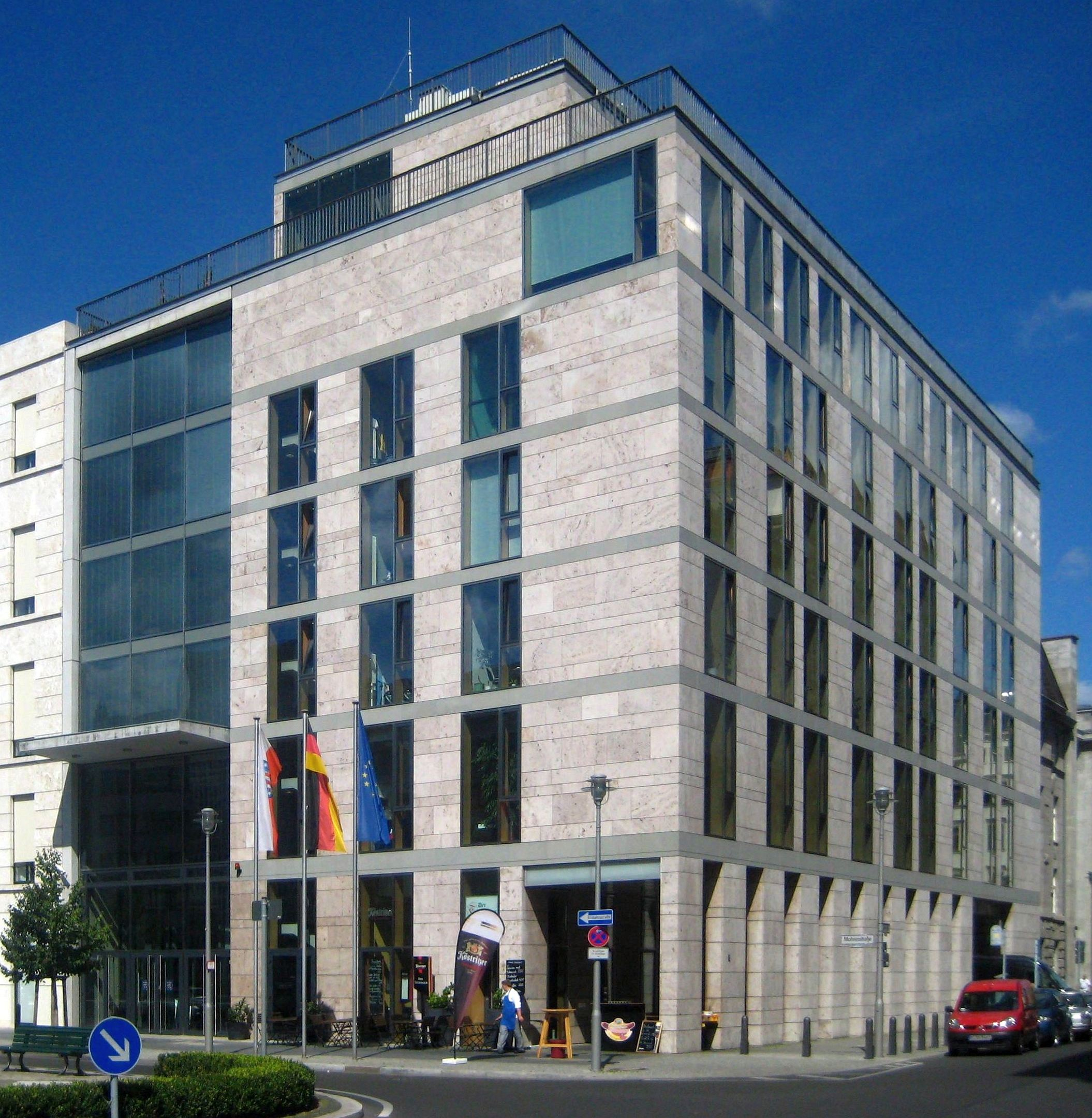
Vertretung des Freistaates Thüringen in der Mohrenstraße, Ecke Mauerstraße

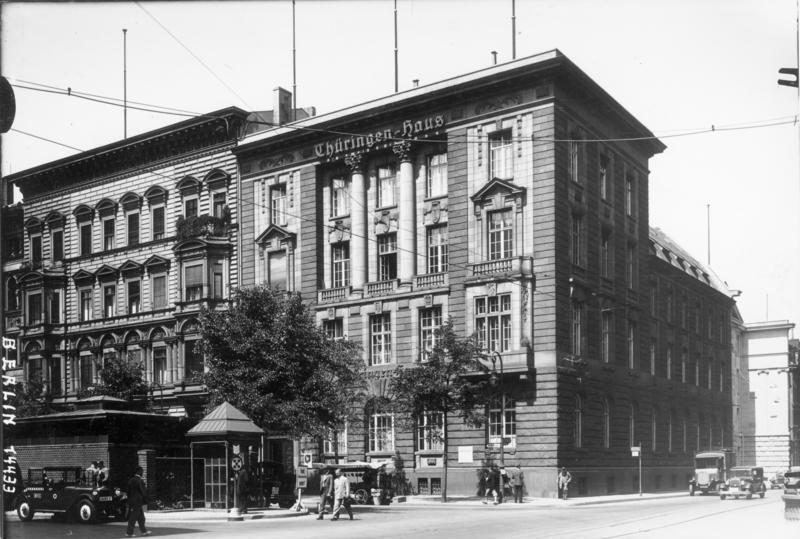
Thüringen-Haus, um 1933

Die Vertretung des Freistaates Thüringen beim Bund – auch Thüringenhaus genannt – befindet sich in der Mohrenstraße 64 im Berliner Ortsteil Mitte.

## Behörde
Der Bevollmächtigte des Freistaates Thüringen beim Bund ist seit dem 17. Dezember 2024 Stephan König. Er ist dem Chef der Thüringer Staatskanzlei und Minister für Bundes- und Europaangelegenheiten, Sport und Ehrenamt, Stefan Gruhner (CDU), zugeordnet. Er ist zugleich ständiger Vertreter des Ministers als Chef der Staatskanzlei. Dem Bevollmächtigten untersteht die Abteilung „Bevollmächtigter beim Bund“ der Staatskanzlei.

## Gebäude
Das derzeitige Gebäude wurde von dem Erfurter Architekturbüro Dr. Worschech und Partner geplant und 1999 bezogen. Auf dem Grundstück stand ab 1933 ein „Thüringen-Haus“ als Vertretung des thüringischen Staates in der Reichshauptstadt, es wurde im Zweiten Weltkrieg zerstört. Nach der Wiedervereinigung Deutschlands ging das bis dahin nicht wieder bebaute Grundstück in den Besitz des neu gegründeten Freistaats über. Das neu erbaute Thüringenhaus war nach der bayerischen die zweite neu eröffnete Landesvertretung und die erste aus den neuen Bundesländern; die Kosten für den Gesamtkomplex betrugen 12,36 Mio. Euro.
Bei der Verkleidung des Gebäudes wurde der typische Thüringer Baustoff Travertin verwendet. Im Erdgeschoss befand sich bis April 2019 die öffentliche Gaststätte Der Thüringer. Neben dem Erdgeschoss ist auch das erste Obergeschoss mit Ausstellungsbereich für die Öffentlichkeit zugänglich.

## Umgebung
Direkt gegenüber der Vertretung befindet sich die Nordkoreanische Botschaft in Berlin und die der Tschechischen Republik.

## Bevollmächtigte des Freistaates Thüringen beim Bund
- 1992–1999: Christine Lieberknecht, Ministerin
- 1999–2004: Hans Kaiser, Staatssekretär und Minister
- 2004–2008: Renate Meier, Staatssekretärin
- 2008–2009: Hermann Binkert, Staatssekretär
- 2009–2014: Reinhard Stehfest, Ministerialdirigent
- 2014–2024: Malte Krückels, Staatssekretär
- seit 2024: Stephan König, Staatssekretär